# Roland Tanner
Roland Tanner (...) è un ex bobbista svizzero.

## Biografia
Nel 1996 ottiene una medaglia d'argento nella sua disciplina ai campionati mondiali del 1996 (edizione tenutasi a Calgary, Canada) insieme ai connazionali Marcel Röhner, Markus Wasser e Thomas Schreiber.